# Ingemar Hällzon
Fritz Åke Ingemar Hällzon, född 30 juni 1918 i Färnebo församling, Värmlands län, uppvuxen i Örebro, död 19 oktober 2002 i Örebro Nikolai församling, Örebro, var en svensk direktör och översättare.
Hällzon efterträdde år 1962 sin far Florentinus Hällzon som ansvarig utgivare för kristna veckotidningen Hemmets vän. Ingemar Hällzon var brorson till författaren Linus Hellzon samt bror till Stig Hällzon och farbror till Åke Hällzon som är nuvarande VD för verksamheterna.
Ingemar Hällzon är gravsatt på Längbro kyrkogård i Örebro.